# Pilatus B-4
Pilatus B4-PC11 (tudi PC-11) je povsem kovinsko jadralno letalo švicarskega podjetja Pilatus Aircraft. B4 nima zakrilc. Do leta 1980 so zgradili 322 letal, 13 letal so zgradili licenčno pri japonskem Nippi Aircraft.
Pilatus B4 se po navadi uporablja kot prehodno letalo med šolskimi dvosedi in bolj sposobnimi enosedi. Letalo je zelo okretno, nekoliko problematična je večja občutljivost krmiljenja po višini.

## Specifikacije
- Posadka: 1 pilot
- Dolžina: 6,57 m (21 ft 8 in)
- Razpon kril: 15,0 m (49 ft 3 in)
- Višina: 1,57 m (4 ft 2 in)
- Površina krila: 14,0 m2 (151 ft2)
- Vitkost: 16
- Prazna teža: ca. 230 kg (508 lb)
- Gros teža: 350 kg (770 lb)

- Maks. hitrost: 240 km/h (150 mph)
- Jadralno število: 35 (po trditvi Pilatusa), v praksi manj
- Hitrost padanja: 0,63 m/s (126 ft/min)
- G-obremenitev: PC-11: +5,3g/-3g; PC-11A: +6,5g/-4g; PC-11AF: +7g/-5g